# Mitch Crews
Pour les articles homonymes, voir Crews.
Mitch Crews est un surfeur professionnel australien né le 5 avril 1990 à Nambour, dans le Queensland, en Australie.

## Palmarès et résultats

### Saison par saison
- 2011 :
  - 2e du Copa Quiksilver El Salvador à La Libertad (El Salvador)[1]
  - 3e du Relentless Boardmasters en Cornouailles (Angleterre)[2]
  - 2e du Sooruz Lacanau Pro à Lacanau (France)[3]
  - 3e du Fantastic Noodles Kangaroo Island Pro à Kingscote (Australie)[4]

- 2013 :
  - 2e du Hainan Classic à Winning (Chine)[5]
  - 1er du Quiksilver Open Japan à Chiba (Japon[6]
  - 3e du Mr Price Pro Ballito à Ballito (Afrique du Sud)[7]
  - 3e du Azores SATA Airlines Pro à São Miguel (Açores)[8]

- 2015 :
  - 1er du Scoot Burleigh Pro Men à Burleigh Heads (Australie)[9]

### Classements
| Année             | 2011 | 2012 | 2013 | 2014 |
| ----------------- | ---- | ---- | ---- | ---- |
| Qualifying Series | 39e  | 79e  | 24e  | 58e  |
| Championship Tour |      |      |      | 30e  |